# Rachispoda subsolana
Rachispoda subsolana är en tvåvingeart som beskrevs av Wheeler 1995. Rachispoda subsolana ingår i släktet Rachispoda och familjen hoppflugor.
Artens utbredningsområde är Indiana. Inga underarter finns listade i Catalogue of Life.